# Nuno Corvelo Sarmento
Nuno Manuel Corvelo de Andrade Sarmento (* 26. Januar 1962), Kampfname Maotei, ist ein osttimoresischer Unabhängigkeitskämpfer und Akademiker.
Während der indonesischen Besatzung bis 1999 kämpfte Sarmento gegen die Invasoren, zuletzt als Mitglied der Schwarzen Brigaden (Brigada Negra). Die Einheit sollte als Urban-Guerilla in Städten in Osttimor und Indonesien ab 1995 zum Einsatz kommen. Sarmento fungierte zunächst als Mitglied des Spezialbüros, der in Macau Unterstützung mobilisieren sollte.
Von 1979 bis 1980 und von 1989 bis 1997 befand Sarmento sich in indonesischer Gefangenschaft. Im unabhängigen Osttimor wurde Sarmento Präsident der Veteranenvereinigung Associação dos Combatentes da Brigada Negra (ACBN).
2017, 2018 und 2023 kandidierte Sarmento für die Partido Socialista de Timor (PST) bei den Parlamentswahlen, ohne dass die Partei einen Sitz gewann.
2022 wurde Sarmento von Staatspräsident José Ramos-Horta zum Mitglied des Konsellu Superior Defeza no Seguransa ernannt. Stand 2024 war Sarmento Direktor der Direktion für Forschung, Entwicklung und Innovatopn des Instituto de Defesa Nacional (IDN).
Am 26. November 2024 erhielt Sarmento die Medaille des Ordem de Timor-Leste.